# Dehydrataza 4a-hydroksytetrahydrobiopteryny
Dehydrataza 4a-hydroksytetrahydrobiopteryny (EC 4.2.1.96) – enzym z klasy liaz. Przekształca 4a-hydroksytetrahydrobiopterynę do dihydrobiopteryny (BH2), z wytworzeniem jednej cząsteczki wody. Jest to reakcja odwracalna. Dehydratacja 4a-hydroksytetrahydrobiopteryny do BH2 jest pierwszym etapem regeneracji tetrahydrobiopteryny, koenzymu współpracującego z hydroksylazami, np. hydroksylazą fenyloalaninową.
 ⇌  + H2O
Numer reakcji w bazie Kyoto Encyclopedia of Genes and Genomes: R04734